# Kevin Holt
Kevin Holt (Dumfries, 25 gennaio 1993) è un calciatore scozzese, difensore del Derry City.

## Carriera
Il 1º luglio 2018 viene acquistato a titolo definitivo dalla squadra cipriota del Pafos.

## Statistiche

### Presenze e reti nei club
Statistiche aggiornate al 3 maggio 2024.
| Stagione                  | Squadra                   | Campionato                | Campionato | Campionato | Coppe nazionali | Coppe nazionali | Coppe nazionali | Coppe continentali | Coppe continentali | Coppe continentali | Altre coppe | Altre coppe | Altre coppe | Totale | Totale |
| Stagione                  | Squadra                   | Comp                      | Pres       | Reti       | Comp            | Pres            | Reti            | Comp               | Pres               | Reti               | Comp        | Pres        | Reti        | Pres   | Reti   |
| ------------------------- | ------------------------- | ------------------------- | ---------- | ---------- | --------------- | --------------- | --------------- | ------------------ | ------------------ | ------------------ | ----------- | ----------- | ----------- | ------ | ------ |
| 2011-2012                 | Queen of the South        | SFD                       | 17         | 0          | CS+CdL          | 2+0             | 0               | -                  | -                  | -                  | -           | -           | -           | 19     | 0      |
| 2012-2013                 | Queen of the South        | SSD                       | 28         | 1          | CS+CdL          | 1+3             | 0               | -                  | -                  | -                  | SCC         | 4           | 0           | 36     | 1      |
| 2013-2014                 | Queen of the South        | SC                        | 30+2       | 1+0        | CS+CdL          | 3+3             | 0               | -                  | -                  | -                  | SCC         | 3           | 1           | 41     | 2      |
| 2014-2015                 | Queen of the South        | SC                        | 33+2       | 3+0        | CS+CdL          | 3+2             | 0               | -                  | -                  | -                  | SCC         | 1           | 0           | 41     | 3      |
| 2015-2016                 | Dundee                    | SP                        | 34         | 2          | CS+CdL          | 4+1             | 1+0             | -                  | -                  | -                  | -           | -           | -           | 39     | 3      |
| 2016-2017                 | Dundee                    | SP                        | 37         | 3          | CS+CdL          | 1+4             | 0               | -                  | -                  | -                  | -           | -           | -           | 42     | 3      |
| 2017-2018                 | Dundee                    | SP                        | 24         | 2          | CS+CdL          | 2+6             | 0               | -                  | -                  | -                  | -           | -           | -           | 32     | 2      |
| Totale Dundee             | Totale Dundee             | Totale Dundee             | 95         | 7          |                 | 18              | 1               |                    | -                  | -                  |             | -           | -           | 113    | 8      |
| 2018-2019                 | Pafos                     | A                         | 26         | 0          | CC              | 2               | 0               | -                  | -                  | -                  | -           | -           | -           | 28     | 0      |
| 2019-2020                 | Queen of the South        | SC                        | 27         | 2          | CS+CdL          | 1+4             | 0               | -                  | -                  | -                  | SCC         | 1           | 0           | 33     | 2      |
| Totale Queen of the South | Totale Queen of the South | Totale Queen of the South | 135+4      | 7          |                 | 22              | 0               |                    | -                  | -                  |             | 9           | 1           | 170    | 8      |
| 2020-2021                 | Ermīs Aradippou           | A                         | 27         | 2          | CC              | 2               | 0               | -                  | -                  | -                  | -           | -           | -           | 29     | 2      |
| 2021-2022                 | Partick Thistle           | SC                        | 34+2       | 4+0        | CS+CdL          | 3+4             | 0               | -                  | -                  | -                  | SCC         | 2           | 1           | 45     | 5      |
| 2022-2023                 | Partick Thistle           | SC                        | 25+6       | 5+2        | CS+CdL          | 2+6             | 1+1             | -                  | -                  | -                  | SCC         | 0           | 0           | 39     | 9      |
| Totale Partick Thistle    | Totale Partick Thistle    | Totale Partick Thistle    | 59+8       | 9+2        |                 | 15              | 2               |                    | -                  | -                  |             | 2           | 1           | 84     | 14     |
| 2023-2024                 | Dundee Utd                | SC                        | 31         | 6          | CS+CdL          | 1+4             | 0+2             | -                  | -                  | -                  | SCC         | 2           | 0           | 38     | 8      |
| Totale carriera           | Totale carriera           | Totale carriera           | 385        | 33         |                 | 64              | 5               |                    | -                  | -                  |             | 13          | 2           | 462    | 40     |

## Palmarès

### Club

#### Competizioni nazionali
- Scottish League One: 1

Queen of the South: 2012-2013
- Scottish Challenge Cup: 1

Queen of the South: 2012-2013
- Scottish Championship: 1

Dundee United: 2023-2024